# نتاشا كاول
نِتاشا كاول أكاديمية كشميرية معروفة وشاعرة ومؤلفة وروائية. وهي معروفة عموما بمقالاتها حول كشمير المحتلة.

## كتب
نِتاشا كاول كتبت العديد من الكتب باللغة الإنجليزية .
- Residue
- نوفمبر Light: An Anthology of Creative Writing from Bhutan
- Imagining Economics Otherwise: Encounters with Identity/Difference